# Завещание профессора Вильчура
«Завещание профессора Ви́льчура» (пол. Testament profesora Wilczura) — утраченный польский чёрно-белый художественный фильм, драма 1939 года. По причине начала второй мировой войны премьера фильма состоялась лишь 27 января 1942 года, во время оккупации. Фильм демонстрировался в кинотеатрах по крайней мере до 1947 года, однако впоследствии все его копии оказались утраченными.

## Сюжет
После смерти профессора Вильчура его идею организовать лечение больных в сельской местности пытается реализовать его бывший сотрудник. Его усилиями создаётся фонд имени Вильчура. Однако деятельность учреждения сталкивается с серьёзными препятствиями, а организатор становится жертвой шантажистов, которые угрожают раскрыть его тёмное прошлое…

## В ролях
- Яцек Вощерович — Емел
- Тамара Вишневская — Эльжбета
- Хелена Гроссувна — Бронка
- Мечислав Милецкий — Стефан
- Юзеф Венгжин — профессор Добранецкий
- Тадеуш Доленга-Мостович — Автор
- Станислав Гролицкий
- Феликс Хмурковский
- Ежи Марр
- Мечислава Цвиклиньская
- Тадеуш Шмидт